# Ruth Hubbard
Ruth Hubbard nacida Hoffmann, (Viena, 3 de marzo de 1924–Cambridge, 1 de septiembre de 2016) fue una bióloga estadounidense, profesora de Biología en la Universidad de Harvard, donde fue la primera mujer titular de Universidad en esa disciplina.

## Biografía
Hoffmann nació en Viena en 1924 donde transcurrió su infancia aunque durante su adolescencia, debido al ascenso del nazismo y la posterior anexión de Austria por parte de la Alemania nazi, tuvo que abandonar el país. Con su familia, se trasladaron al área de Boston (Estados Unidos) donde se convirtió en bióloga. Se graduó en 1944 en ciencias bioquímicas en el Instituto de Estudios Avanzados Radcliffe. Estuvo casada con Franc Hubbard entre 1942 y 1951.
Como becaria de investigación en Harvard en los años posteriores a la Segunda Guerra Mundial, trabajó para George Wald, investigando la bioquímica del retinal y del retinol. En 1950 obtuvo un doctorado en biología en Radcliffe, y en 1952, una beca Guggenheim en el Laboratorio Carlsberg en Copenhague, Dinamarca.
Durante su prolífica carrera de investigación desde los años 40 a los 60 del siglo XX, hizo contribuciones importantes en la comprensión de la bioquímica y la fotoquímica de la visión en vertebrados e invertebrados. El 1967, compartió con Wald la Medalla Paul Karrer por su trabajo en esta área.
Hubbard y Wald se casaron en 1958 y tuvieron un hijo, Elijah, músico e historiador de música, y una hija, Deborah, abogada.
En 1967 Wald ganó el Premio Nobel de Fisiología o Medicina por sus descubrimientos sobre el funcionamiento del ojo.

## Resumen de contribuciones científicas
Hubbard hizo muchas contribuciones significativas a las ciencias visuales pero la más importante fue explicar que la excitación visual se inicia por una redisposición química del pigmento visual (rodopsina) a la que se denomina isomerización cis-trans.  Mostró que esta es la única acción directa de la luz en el sistema visual. También identificó el intermedio específico en el ciclo visual (llamado metarrodopsina II) que conduce a un alud de efectos, que culminan en una señal neuronal al cerebro activada por la luz. Hubbard también describió el blanqueo y resíntesis de la molécula de la rodopsina cada vez que un fotón es absorbido. Descubrió la isomerasa retinal, ahora llamada RPE65 (Retinal Pigment Epithelium-specific 65 kDa protein), y también estudió los pigmentos visuales de nuevas especies. Sus primeros trabajos se centraron en las propiedades básicas de la rodopsina, que es una combinación del cromóforo (retinal) y una proteína llamada opsina, que es utilizada en la resíntesis de la rodopsina. 
Hubbard publicó al menos 31 artículos científicos dedicados a la visión. Como su marido, se mantuvo científicamente activa hasta aproximadamente 1975 e hizo una presentación científica excelente del trabajo de su marido en un simposio en su honor. George Wald era 18 años mayor que ella y murió en 1996.

## Activismo social y político
A finales de los años 60 y durante la década de los 70 del siglo XX, los intereses de Hubbard se desplazaron de la investigación científica hacia asuntos sociales y políticos. En su libro The Politics of Women's Biology (La política de la biología de las mujeres), escribió que ella había sido una "científica devota" desde 1947 hasta finales de los 60, pero que la Guerra de Vietnam y el movimiento de liberación de las mujeres le hicieron cambiar sus prioridades. También, después de ser promocionada en 1973 desde el que denominaba "el ghetto típico de las mujeres" en posiciones de ayudante o lectora a un lugar de profesora titular de la facultad de Harvard, se sintió más libre para perseguir otros intereses.
Se convirtió en una reconocida crítica de la sociobiología. El genetista Richard Lewontin dijo 
«Nadie ha sido un crítico más influyente de la teoría biológica de la desigualdad de las mujeres que Ruth Hubbard.» En un ensayo de 2006 titulado "Raza y genes" escribió: 

Va más allá de la comprensión, en este siglo que ha sido testigo de holocaustos de exterminio étnico, racial y religioso en muchas partes de nuestro planeta, perpetrado por pueblos de afiliaciones y creencias culturales y políticas muy diferentes, que las personas educadas -estudiosos y divulgadores igualmente- puedan argumentar desde la inocencia e ignorancia de nuestra historia reciente, que nada podría ser más interesante y valioso que clasificar los componentes "raciales" o "étnicos" de nuestras especies completamente mestizas para determinar la identidad de cada uno de nosotros. ¿Y dónde buscar esa identidad si no en nuestros genes?

### Comentario sobre género y ciencia
En su ensayo "Ciencia y Crítica de la Ciencia", que publicó en 2001 como un capítulo de The Gender and Science Reader, Hubbard itera que es una científica y declara que «la natura es parte de la historia y la cultura», pero no al revés. Continúa diciendo que los científicos son en gran medida incapaces de comprender el concepto de la naturaleza como parte de la vida (observando durante varios años, como ella misma necesitó para entenderlo). Entrando en la historia de la ciencia, menciona cómo ella inicialmente nunca cuestionó como sus esfuerzos encajaban en la sociedad. Fue al centrar su atención en la guerra de Vietnam y en los movimientos de liberación de las mujeres lo que le ayudó a entender el papel de la ciencia en la sociedad.
Continúa con los medios de debate por ambas partes. Utiliza como ejemplo el caso de los hombres cuando reviven teorías biológicas sobre la mujer antiguas e infundadas para justificar las posiciones subordinadas típicas del género femenino. Hubbard considera incluso que los medios de debate son "un soplo de aire fresco" en relación con las viejas teorías e hipótesis. Además, expone una serie de cuestiones sobre la igualdad de género al fijarse en cómo sus colegas y ella misma habían sido promocionadas desde sus trabajos de laboratorio a posiciones reconocidas y adecuadas a su formación. Insiste en que «el tema de la biología de las mujeres es profundamente político", con el deseo de ir más allá "de definir a [las mujeres en su conjunto] como víctimas del poder y la dominación masculina» y empujar a las mujeres de todo el mundo a mostrar independencia e individualidad, en lugar de aceptar las tesis biológicas usadas sistemáticamente por los hombres para someterlas. A continuación habla de activistas de la salud femenina que reeducan a las mujeres sobre las funciones de su cuerpo y anima a las mujeres a usar la reeducación para alcanzar mayor poder al eliminar las bases de la desinformación masculina y la tergiversación de sus cuerpos.
El ensayo afirma que las mujeres científicas deben apartarse en última instancia y de manera paradójica de las ciencias para oponerse a la supremacía masculina, a diferencia de muchas artistas, novelistas y poetas feministas que pueden ilustrar sus puntos fácilmente y con claridad. 
Además, propone que las cuestiones sobre los derechos de las mujeres se planteen y hagan públicas. Después de mostrar cómo la ciencia se integra en la cultura, lo ejemplifica resaltando la prominencia de términos biológicos en la terminología histórica y señala la tendencia biologista de colocar a la humanidad por encima de los demás animales, que Hubbard no ve muy diferente de cómo los hombres ven a las mujeres y su deseo por la igualdad. Se plantea si las mujeres pueden mejorar las ciencias aunque sí pone de manifiesto su creencia de que las mujeres pueden producir un impacto. Hubbard cierra diciendo que los científicos no quieren que su trabajo sea olvidado y perdido, y que ella apoya al feminismo por la penetración política y la comprobación analítica de las hipótesis científicas sobre las mujeres.